# Parque periurbano de Castala
El parque periurbano de Castala es un parque periurbano de Andalucía (sur de España) que protege un espacio natural situado en el término municipal de Berja, en la provincia de Almería. Fue declarado el 2 de julio de 2000.

## Descripción e historia
Se ubica en la falda meridional de la sierra de Gádor, en la Penibética almeriense y se trata de un espacio tradicionalmente utilizado por la población como lugar de ocio en una comarca en la que abundan los cultivos bajo plástico.  
El actual parque fue en su origen un vivero dependiente de Patrimonio Forestal del Estado. La vegetación predominante corresponde al pino carrasco, perfectamente adaptado al clima de la zona, y entre la fauna destacan aves forestales como el jilguero (Carduelis carduelis), la urraca (Pica pica) o el gorrión común (Passer domesticus). Desde su mirador se divisa otra espacio natural protegido, la reserva natural de la Albufera de Adra.
Nació en torno a la fuente de su nombre y otra más menuda, El Santo. Esta pedanía es la Castela romana, lugar que algunos tratan de identificar con un núcleo mozárabe que subsistió durante todo el período musulmán. La tradición atribuye que fue aquí donde San Tesifón residió como obispo de la diócesis de Vergi. No se repobló en el siglo XVI.
En los alrededores destacan los parajes de la rambla Julbina o arroyo de Celín, el patrimonio industrial de la fundición del Peñón de Castala y el histórico-artístico de la barriada homónima y de Berja. La barriada de Castala nació en torno a la fuente homónima, y toma su nombre de la Castella romana, la cual ciertos autores identifican con un núcleo mozárabe que resistió durante todo el período musulmán. Según la tradición, fue en ella donde San Tesifón, uno de los Siete Varones Apostólicos enviados por San Pedro junto a Santiago el Mayor para evangelizar la península ibérica, residió como obispo de la diócesis de la antigua Vergi. Fue repoblada en el siglo XVI.